# Rajon Kupjansk
Der Rajon Kupjansk (ukrainisch Куп'янський район/Kupjanskyj rajon; russisch Купянский район/Kupjanski rajon) ist eine 1923 gegründete Verwaltungseinheit innerhalb der Oblast Charkiw im Osten der Ukraine.
Der Rajon hat eine Fläche von 4612 km² und eine Bevölkerung von etwa 137.000 Einwohnern, der Verwaltungssitz befindet sich in namensgebenden Stadt Kupjansk, diese war jedoch bis Juli 2020 kein Teil des Rajonsgebietes.
Am 17. Juli 2020 kam es im Zuge einer großen Rajonsreform zur Auflösung des alten Rajons und einer Neugründung unter Vergrößerung des Rajonsgebietes um die Rajone Dworitschna, Schewtschenkowe und Welykyj Burluk sowie der bis dahin unter Oblastverwaltung stehenden Stadt Kupjansk.

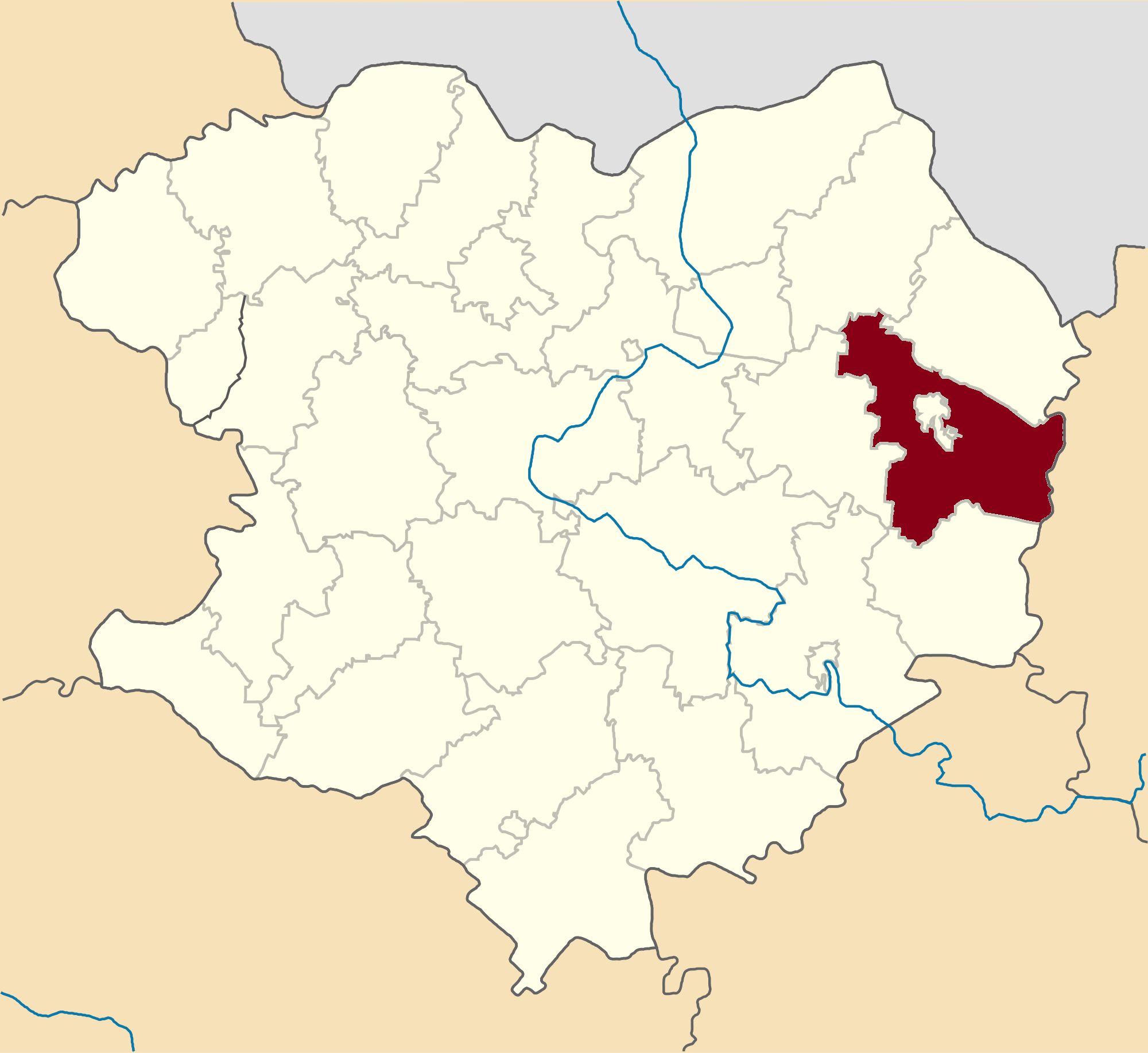
Rajonsgebiet bis Juli 2020
Rajonsgebiet ab Juli 2020

## Geographie
Der Rajon liegt im Nordosten der Oblast Charkiw. Er grenzt im Norden an Russland (Oblast Belgorod, Rajon Schebekino, Rajon Wolokonowka und Rajon Waluiki), im Osten an den Rajon Swatowe (in der Oblast Luhansk), im Süden an den Rajon Isjum sowie im Westen an den Rajon Tschuhujiw.
Durch den Rajon fließt in südliche Richtung der Oskil sowie der Welykyj Burluk, dabei ergeben sich Höhenlagen zwischen 75 und 230 Metern. Im Süden befindet sich der Oskilsker Stausee.

## Administrative Gliederung
Auf kommunaler Ebene ist der Rajon in 8 Hromadas (1 Stadtgemeinde, 3 Siedlungsgemeinden und 4 Landgemeinden) unterteilt, denen jeweils einzelne Ortschaften untergeordnet sind.
Zum Verwaltungsgebiet gehören:
- 1 Stadt
- 6 Siedlungen städtischen Typs
- 239 Dörfer
- 23 Ansiedlungen

Die Hromadas sind im Einzelnen:
- Stadtgemeinde Kupjansk
- Siedlungsgemeinde Dworitschna
- Siedlungsgemeinde Schewtschenkowe
- Siedlungsgemeinde Welykyj Burluk
- Landgemeinde Kindraschiwka
- Landgemeinde Kuryliwka
- Landgemeinde Petropawliwka
- Landgemeinde Wilchuwatka

Bis Juli 2020 waren er in 19 Landratsgemeinden unterteilt, denen jeweils einzelne Ortschaften untergeordnet waren.
Zum Verwaltungsgebiet gehörten:
- 69 Dörfer
- 1 Ansiedlungen

### Dörfer und Siedlungen
| Dörfer                   | Dörfer        | Dörfer                         | Dörfer            |
| Name                     | Name          | Name                           | Gemeindezuordnung |
| ukrainisch transkribiert | ukrainisch    | russisch                       | Gemeindezuordnung |
| ------------------------ | ------------- | ------------------------------ | ----------------- |
| Hluschkiwka              | Глушківка     | Глушковка (Gluschkowka)        | Hluschkiwka       |
| Hruschiwka               | Грушівка      | Грушевка (Gruschewka)          | Hruschiwka        |
| Hussynka                 | Гусинка       | Гусинка (Gussinka)             | Hussynka          |
| Jahidne                  | Ягідне        | Ягодное (Jagodnoje)            | Jahidne           |
| Kindraschiwka            | Кіндрашівка   | Кондрашовка (Kondraschowka)    | Kindraschiwka     |
| Kruhljakiwka             | Кругляківка   | Кругляковка (Krugljakowka)     | Kruhljakiwka      |
| Kuryliwka                | Курилівка     | Куриловка (Kurilowka)          | Kuryliwka         |
| Kysliwka                 | Кислівка      | Кисловка (Kislowka)            | Kysliwka          |
| Lisna Stinka             | Лісна Стінка  | Лесная Стенка (Lesnaja Stenka) | Lisna Stinka      |
| Monatschyniwka           | Моначинівка   | Моначиновка (Monatschinowka)   | Monatschyniwka    |
| Netschwolodiwka          | Нечволодівка  | Нечволодовка (Netschwolodowka) | Netschwolodiwka   |
| Nowoossynowe             | Новоосинове   | Новоосиново (Nowoossinowo)     | Kuryliwka         |
| Ossynowo                 | Осиново       | Осиново (Ossinowo)             | Ossynowo          |
| Petropawliwka            | Петропавлівка | Петропавловка (Petropawlowka)  | Petropawliwka     |
| Pischtschane             | Піщане        | Песчаное (Pestschanoje)        | Pischtschane      |
| Podoly                   | Подоли        | Подолы                         | Kuryliwka         |
| Prossjanka               | Просянка      | Просянка                       | Prossjanka        |
| Prystin                  | Пристін       | Пристен (Pristen)              | Prystin           |
| Senkowe                  | Сенькове      | Сеньково (Senkowo)             | Senkowe           |
| Smorodkiwka              | Смородьківка  | Смородьковка (Smorodkowka)     | Smorodkiwka       |
| Wyschniwka               | Вишнівка      | Вишнёвка (Wischnjowka)         | Wyschniwka        |
| Siedlungen               |               |                                |                   |
| Pischtschane             | Піщане        | Песчаное (Pestschanoje)        | Kuryliwka         |